# Лоферы
Ло́феры, ло́уферы (от англ. loafer — бездельник) — это туфли без шнурков, союзка и мыски которых украшены приподнятым полукруговым швом. Такой деталью лоферы напоминают мокасины, но в отличие от последних у них имеется каблук (при этом, правда, иногда термин «мокасины» используют для обозначения любой обуви с характерным полукруговым швом на союзке). В зависимости от модели, используемых материалов, цвета и особенностей дизайна лоферы могут выглядеть довольно строго или совершенно неформально.
Первоначально лоферы были мужской обувью, но постепенно они вошли и в женский гардероб. Кроме того, существуют и детские модели этих туфель.

## История
История лоферов восходит к норвежскому сапожнику Нилсу Грегориюссону Тверангеру (1874—1953) из Эурланна, который в 13-летнем возрасте отправился в Северную Америку, где в течение семи лет обучался сапожному ремеслу.  Вернувшись на родину в 1930 году,  Тверангер представил обувь под названием «эурланнские мокасины», позднее переименованные в «эурланнские туфли». Они объединяли в себе черты индейских мокасин ирокезов и традиционной обуви норвежских рыбаков, которую носили в Эурланне. Нильс представил новый дизайн в курортных городах Европы, и он быстро завоевал популярность, в том числе и среди американских туристов, посещавших Европу. Позже эта модель была отмечена американским журналом Esquire, в результате чего её дизайн стал узнаваем и приобрел известность в США.
На основе этой модели в начале 1930-х годов семья Сполдингов из Нью-Гэмпшира (США) начала производство обуви, назвав её лоферами. В 1934 году фирма G.H.Bass & Co. начала выпускать лоферы под названием Weejuns (созвучно с англ. Norwegians — норвежцы). Их отличительной чертой стала кожаная полоска поперёк верхней части стопы с прорезью в виде ромба. Первоначально их носили только летом дома, но со временем они вошли в повседневный американский мужской гардероб; в Европе, однако, лоферы не смогли достичь той же степени популярности.
В 1950-х годах американские студенты вставляли в ромбовидную прорезь своих лоферов монету «на счастье», из-за чего этот тип лоферов стал известен как пенни лоферы (penny loafers). Чуть позже благодаря европейскому влиянию и выпуску оригинальной модели с пряжками от фирмы Gucci лоферы перестали быть исключительно повседневной обувью; они стали более элегантными, и к 1960-м годам их начали сочетать с деловыми костюмами. Новые лоферы от Gucci  распространились далеко за пределами своей родины и носились в 1970-х годах многими американскими бизнесменами, став почти униформой Уолл-стрит; пика популярности они достигли в 1980-х годах. Кроме того, во второй половине XX века весьма популярными стали лоферы с кисточками (tassel loafers), созданные американской компании Alden для актёра Пола Лукаса в 1952 году.

## Разновидности
Существуют следующие виды лоферов:
- Пенни лоферы (penny loafers) – с накладными язычками на союзке, причём эти языки украшены ромбовидными прорезями, в которые американские студенты когда-то вставляли монетки («пенни»);
- Лоферы с кисточками (tassel loafers) – с кожаными кисточками на союзке;
- Лоферы с пряжками (horsebit loafers) – с двумя небольшими металлическими пряжками на союзке;
- Бельгийские лоферы (Belgian loafers) – с маленькими бантиками на союзке;
- Венецианские лоферы (Venetian loafers) – без каких-либо украшений.

Кроме того, лоферы можно классифицировать по материалам и цветам. Эту обувь делают из гладкой кожи (как с матовым, так и с глянцевым финишингом), замши, кордована, зернистой кожи, а также из шкур редких животных (например, крокодилов). Наиболее распространены лоферы чёрного, коричневого, бордового и рыжего цветов, но встречаются и синие экземпляры, а также зелёные, бежевые, белые и двухцветные; более того, некоторые фирмы выпускают модели очень ярких цветов – например, ярко-голубого, красного и сиреневого.

## Правила ношения
В Америке и некоторых европейских странах, таких как Италия и Испания, лоферы используются как повседневная обувь для работы и отдыха, хотя для более формальных ситуаций по-прежнему считаются более предпочтительными полуботинки со шнурками. Тёмные модели лоферов из гладкой кожи можно носить как с деловым костюмом, так и с непарными пиджаками и брюками, чиносами, а в ряде случаев ещё и с джинсами. Фактурные материалы и светлые цвета снижают степень официальности обуви, так что, например, бежевые лоферы из замши лучше носить лишь с самыми неформальными костюмами. Тёмно-коричневые замшевые лоферы могут хорошо гармонировать и с деловым костюмом, но такое сочетание обладает невысокой степенью официальности.
Вне зависимости от особенностей дизайна лоферы не сочетаются со смокингами, визитками и фраками, хотя при этом стоит заметить, что классические чёрные лакированные туфли-лодочки под фрак и смокинг иногда называют лоферами (однако полукруговой шов на них отсутствует). Кроме того, лоферы не следует комбинировать с трикотажными и откровенно спортивными штанами. Сочетание с шортами может вызвать недовольство консерваторов, но некоторые неформальные модели лоферов вполне нормально смотрятся с этим предметом гардероба.
Стоит добавить, что лоферы можно носить как с носками, так и без них. Например, чёрные лоферы с белыми носками были отличительной чертой сценического образа Майкла Джексона, а Джон Кеннеди по крайней мере иногда надевал лоферы без носков. Следует иметь в виду, правда, что в деловой обстановке носки очень желательны, причём они не должны быть белыми.

## Производители и бренды
Лоферы изготавливаются огромным количеством фирм. Вот лишь некоторые марки, по крайней мере некоторые модели которых заслуживают внимания: 
- Англия: Alfred Sargent, Cheaney, Church's, Crockett & Jones, Edward Green, Loake, Wildsmith, Dr. Martens
- Испания: Berwick, Carmina, Michel, Yanko
- Италия: A. Testoni, Barbanera, Gucci, Santoni, Sutor, Velasca
- Португалия: Carlos Santos, Mariano
- США: Alden, Allen Edmonds, G.H.Bass & Co., Rancourt
- Франция: J.M.Weston, Paraboot
- Швейцария: Matt Paker